# Raul Brandão

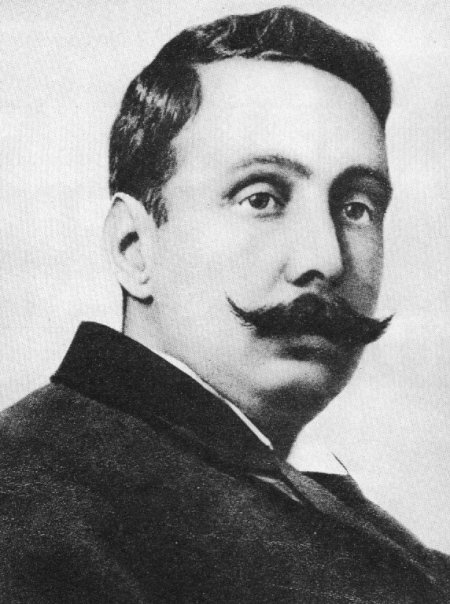
Raúl Brandão

Raul Germano Brandão (* 12. März 1867 in Foz do Douro, Distrikt Porto, Portugal; † 5. Dezember 1930 in Lissabon, Portugal) war ein portugiesischer Schriftsteller. Sein Werk zeichnet sich vor allem durch die Darstellung des einfachen und kargen Lebens in Portugal aus, besonders das der Bauern und Fischer.

## Leben
Brandão war Sohn eines Fischers, daher stammte auch sein Interesse an Themen der einfachen Landbevölkerung Portugals. Er begann in Porto zu studieren, brach sein Studium jedoch ab und ging zur Armee. 1890 erschien sein erstes Buch „Impressões e Paisagens“ (Eindrücke und Landschaften).
1896 wurde Brandão nach Guimarães zum 20. Infanterieregiment versetzt und lernte dort seine zukünftige Frau kennen. Sie heirateten im Jahr darauf und bauten sich im nahegelegenen Ort Nespereira ein Haus. Dort führten sie ein ziemlich zurückgezogenes Leben, unterbrochen von einigen längeren Aufenthalten in Lissabon und weiteren Orten. Im Jahre 1924 besuchte er die damals noch wenig bekannten Azoren und veröffentlichte daraufhin 1926 das Werk „As ilhas desconhecidas - Notas e paisagens“ (Die unbekannten Inseln – Aufzeichnungen und Landschaften). Dieses Buch prägte nachhaltig das Bild der Azoren in Europa. Nachdem er 1912 die Armee verlassen hatte, begann seine fruchtbarste Schaffensperiode.
Brandãos Werk umfasst Memoiren (drei Bände, 1919, 1925, 1933), Romane, Theaterstücke und Reiseberichte sowie ein Kinderbuch. Auch verfasste er viele Beiträge für diverse Zeitungen. Seine Theaterstücke wurden auf den Bühnen in Lissabon gespielt. Das einzige ins Deutsche übertragene Werk ist der Roman „Die Fischer“ von 1923.
Hauptthemen seines Werkes sind der Tod und die Isolation des Menschen, verbunden mit dem für Portugal so typischen Pantheismus. Beschrieben werden auch die vom Untergang bedrohten Welten der Fischer, Bauern und einfachen Leute, als deren Chronist er sich sah.

## Werk (Auswahl)

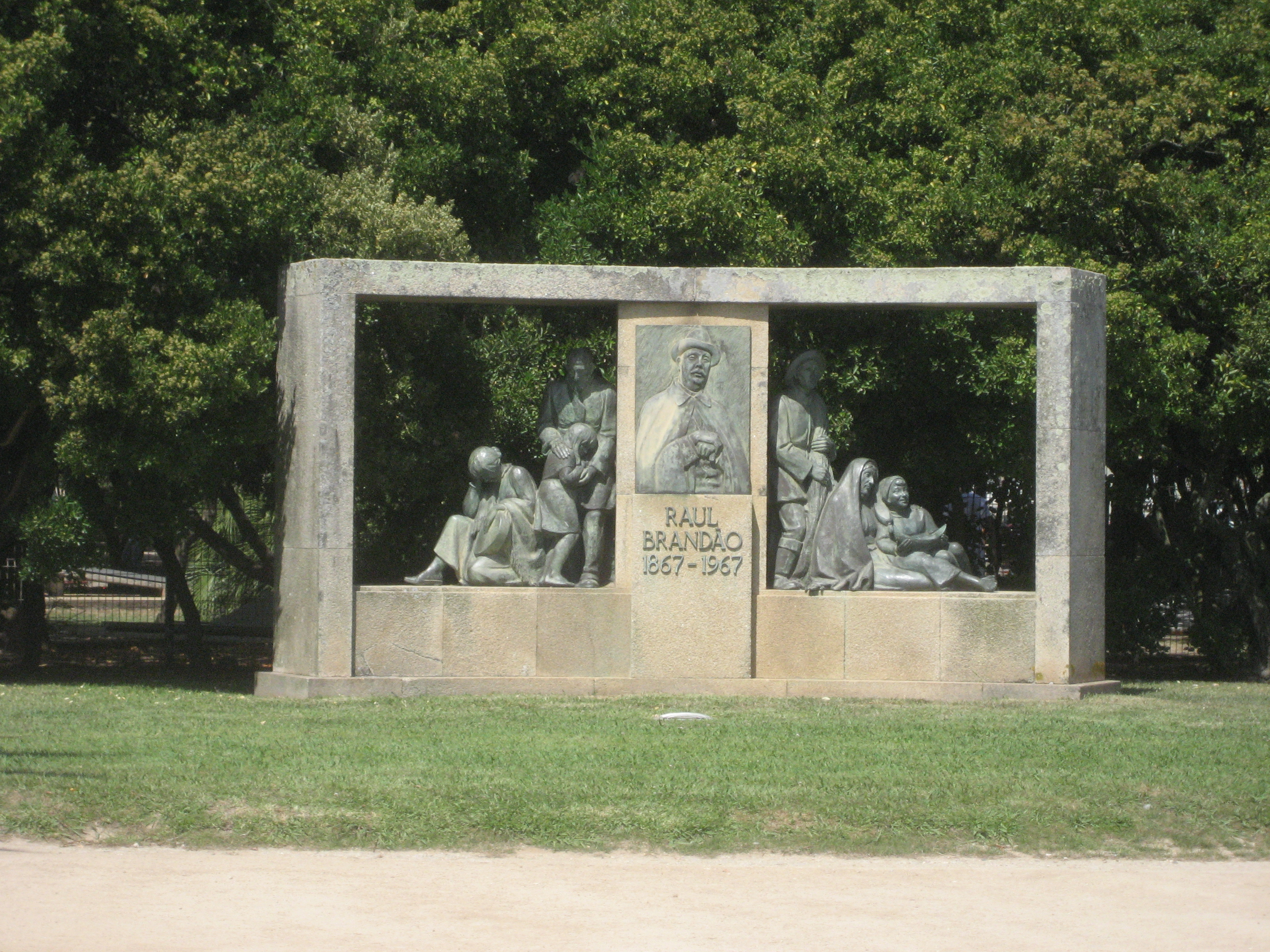
Raul Brandão von Henrique Moreira (Porto)

- História de um Palhaço (Geschichte eines Narren), 1896
- O Padre (Der Priester), 1901
- Os pobres (Die Armen), 1906
- A Conspiração de 1817 (Die Verschwörung von 1817), 1914
- Húmus (Humus), 1917 (Roman).
- Os pescadores, 1923, deutsche Ausgabe „Die Fischer“, übersetzt von Astrid Schoregge und Sven Limbeck, Elfenbein Verlag, Heidelberg 2001 – ISBN 3-932245-35-0
- As Ilhas Desconhecidas : Notas e Pai͏̈sagens, Lisboa : Livr. Aillaud & Bertrand, [ca. 1925]; The unknown islands : notes and landscapes / Raul Brandão ; translated by David Brookshaw ; introduction by Urbano Bettencourt, Dartmouth, MA : Tagus Press, University of Massachusetts Dartmouth, [2020], ISBN 978-1-951470-00-5
- O Gebo e a Sombra (Gebo und der Schatten), 1923 (Drama in vier Akten)
- A Morte do Palhaço e o Mistério das Árvores (Der Tod des Narren und das Geheimnis der Bäume), 1926
- Jesús Cristo em Lisboa (Jesus Christus in Lissabon), 1927
- Portugal Pequenino (Klitzekleines Portugal), 1930 (Kinderbuch)

## Verfilmungen
- 2006: Glória, Regie: José Nascimento; Fernsehfilm nach dem gleichnamigen Roman
- 2009: As Ilhas Desconhecidas; Doku-Fernsehreihe der RTP nach dem gleichnamigen Buch über die Azoren, 2009 als DVD bei Midas veröffentlicht
- 2012: O Gebo e a Sombra, Regie: Manoel de Oliveira; Kinofilm nach dem gleichnamigen Vierakter, 2013 als DVD bei ZON Audiovisuais veröffentlicht[1]

Regisseur João Canijo drehte 2012 mit Raul Brandão Era Um Grande Escritor... einen Dokumentarfilm über Raul Brandão.